# Matador (Grant Green)
Matador è un album di Grant Green, pubblicato dalla Blue Note Records nel 1979.

## Tracce
Lato A
1. Matador – 10:52 (Grant Green)
2. My Favorite Things – 10:24 (Oscar Hammerstein II, Richard Rodgers)

Durata totale: 21:16
Lato B
1. Green Jeans – 9:10 (Grant Green)
2. Bedouin – 11:41 (Duke Pearson)

Durata totale: 20:51
Edizione CD del 1990, pubblicato dalla Blue Note Records (CDP 7 84442 2)
1. Matador – 10:52 (Grant Green) – Registrato il 20 maggio 1964
2. My Favorite Things – 10:24 (Oscar Hammerstein II, Richard Rodgers) – Registrato il 20 maggio 1964
3. Green Jeans – 9:10 (Grant Green) – Registrato il 20 maggio 1964
4. Bedouin – 11:41 (Duke Pearson) – Registrato il 20 maggio 1964
5. Wives and Lovers – 9:02 (Hal David, Burt Bacharach) – Bonus Track - Registrato il 12 giugno 1964

Durata totale: 51:09

## Musicisti
- Grant Green - chitarra
- McCoy Tyner - pianoforte
- Bob Cranshaw - contrabbasso
- Elvin Jones - batteria